# Pálmonostora
Pálmonostora è un comune dell'Ungheria di 2 075 abitanti (dati 2005). È situato nella contea di Bács-Kiskun.